# Ca l'Anguera (Porrera)
Ca l'Anguera és una obra del municipi de Porrera (Priorat) inclosa en l'Inventari del Patrimoni Arquitectònic de Catalunya.

## Descripció
Edifici de planta quasi quadrada, bastit de maçoneria i obra, arrebossada i pintada i coberta per teulada a dos vessants, amb planta baixa i dos pisos i golfes. A la façana s'obren una finestra i tres balcons al segon i una galeria parcialment cegada a les golfes i que es disposa en dos grups de dues finestres que emmarquen tres finestres en arc de mig punt. Cal destacar la porta, de pedra, amb l'emblema de Maria i la data juntament amb les lletres "FS" a la clau. La façana que dona al riu té una galeria i balconades, amb dues finestres i galeria d'arquets a les golfes.

## Història
La casa, mostra d'una bona construcció, manté l'estil tradicional de planta quadrada, malgrat ésser bastit en època ja un xic tardana en relació amb els altres edificis de caràcter del poble. Aixecat sobre una construcció preexistent, l'edifici ha sofert poques variacions fins al moment present.